# Lista över nominerade till Augustpriset i kategorin fackböcker
Det här är en lista över nominerade till Augustpriset i kategorin fackböcker. Åren 1989–1991 fanns ingen kategoriindelning för Augustpriset. Alla nominerade böcker dessa år redovisas under Lista över nominerade till Augustpriset i kategorin skönlitteratur.
Vinnaren är markerad med fetstil.

## 1992
- Gyllene äpplen med Gunnar Broberg som huvudredaktör, Bokförlaget Atlantis
- Den Nordiska Floran av Bo Mossberg och Lennart Stenberg. Wahlström & Widstrand
- I Demokritos fotspår av Ingmar Bergström och Wilhelm Forsling, Natur och Kultur
- Klingande Sverige av Erik Kjellberg och Jan Ling, Akademiförlaget
- Naturkontraktet av Sverker Sörlin, Carlssons
- Trädgårdens natur av Lotte Möller, Bonniers

## 1993
- Ofredsår av Peter Englund, Atlantis
- Barndomens återkomst av Clarence Crafoord, Natur och Kultur
- Gustaf III - Det offentliga barnet av Marie-Christine Skuncke, Atlantis
- I Sven Hedins spår av Lasse Berg och Stig Holmqvist, Carlssons
- Renässansmänniskan av Michael Nordberg, Tiden
- Solvindar av Peter Nilson, Norstedts

## 1994
- Musiken i Sverige I-IV med Leif Jonsson som huvudredaktör, Fischer & Co
- Anders Zorn av Hans Henrik Brummer, Norstedts
- Den mörka kontinenten av Karin Johannisson, Norstedts
- Islam och Europa av Ingmar Karlsson, Wahlström & Widstrand
- Makt och ärlighet av Maria-Pia Boëthius, Bonnier Alba
- Med K-märkt genom Sverige av Staffan Bengtsson, Katarina Juvander och Göran Willis, Byggförlaget

## 1995
- Tusen år i trädgården. Från sörmländska herrgårdar och bakgårdar av Maria Flinck, Tiden
- Barheidas fjärde hustru. Antropologisk reseberättelse av Stig Holmqvist och Aud Talle, Carlssons
- Ekoparken. Djurgården - Haga - Ulriksdal av Gunnar Brusewitz och Henrik Ekman, Wahlström & Widstrand
- Estonia. Berättelsen om en tragedi av Niklas Bodell, Leif Kasvi och Bo Lidén, Bonnier Alba
- Folk förr. Historiska essäer av Eva Österberg, Atlantis
- Resa i skuggan av Anders Ehnmark, Norstedts

## 1996
- Spåren av kungens män av Maja Hagerman. Rabén Prisma
- Blod är tjockare än vatten av Astrid Trotzig, Bonniers
- Brev från nollpunkten av Peter Englund, Atlantis
- Det förlorade landet av Göran Rosenberg, Bonniers
- Mitt förnamn är Ronny av Ronny Ambjörnsson, Bonnier Alba
- Upplands fåglar - fåglar, människor och landskap genom 300 år under redaktion av Richard Fredriksson och Martin Tjernberg, Upplands Ornitologiska Förening

## 1997
- I skuggan av framtiden av Sven-Eric Liedman, Bonnier Alba
- Citron av Lotte Möller, Bonniers
- Darwins ofullbordade av PC Jersild, Bonnier Alba
- Kroppens tunna skal av Karin Johannisson, Norstedts
- Storstugan - eller När förorten kom till byn av Per Svensson, Bonnier Alba
- Sverige och Förintelsen av Ingvar Svanberg och Mattias Tydén, Arena

## 1998
- Svenska vägar till S:t Petersburg av Bengt Jangfeldt, Wahlström & Widstrand
- Arvsdygden av Nils Uddenberg, Natur och Kultur
- Respekt av Camilla Floyd, Bokförlaget DN
- Filosofernas krig av Svante Nordin, Nya Doxa
- Catrines intressanta blekhet av Eva Lis Bjurman Symposion
- Sara Lidman - i liv och text av Birgitta Holm, Bonniers

## 1999
- Engelska - öspråk, världsspråk, trendspråk av Jan Svartvik, Norstedts
- Florans konstnärer av Monika Björk, Prisma
- De hunsades revansch av Bim Clinell, Bokförlaget DN
- I skuggan av Cathay av Dick Harrison, Historiska Media
- Skrivaredans av Johan Svedjedal, Wahlström & Widstrand
- Elfrida Andrée av Eva Öhrström, Prisma

## 2000
- Stora döden av Dick Harrison, Ordfront
- Psykoser av Johan Cullberg, Natur och Kultur
- Den oövervinnerlige av Peter Englund, Atlantis
- Liv och död i antikens Rom av Dominic Ingemark, Henrik Gerding och Martine Castoriano, Historiska Media
- Musikens myter av Camilla Lundberg, Wahlström & Widstrand
- Savannliv av Staffan Ulfstrand, Carlssons

## 2001
- Minnets stigar av Hans Hammarskiöld – Anita Theorell – Per Wästberg, Max Ström
- Guldålder av Fredric Bedoire, Bonniers
- Mikaku, den japanska kokboken av Eiko och Yukiko Duke, Wahlström & Widstrand
- Ett oändligt äventyr av Sven-Eric Liedman, Bonniers
- Flugsnapparnas vita fläckar av Staffan Ulfstrand, Atlantis
- Sophie Elkan av Eva Helen Ulvros, Historiska Media

## 2002
- Gustav Vasa - landsfader eller tyrann? av Lars-Olof Larsson, Prisma
- Tradition i trä. En resa genom Sverige med Ingela Broström som huvudredaktör, Byggförlaget
- Selma Lagerlöf. Livets vågspel av Vivi Edström, Natur och Kultur
- I begynnelsen var ordet. Ingmar Bergman och hans tidiga författarskap av Maaret Koskinen, Wahlström & Widstrand
- Till jaguarernas land. Essäer om regnskoγg, politik och människor i Latinamerika av Nathan Shachar, Atlantis
- Flickan och skulden. En bok om samhällets syn på våldtäkt av Katarina Wennstam, Bonniers

## 2003
- Idéer om livet. En biologihistoria. Band I-II av Nils Uddenberg, Natur och Kultur
- Hör, jag talar! Essäer om litteraturen skäl av Eva Adolfsson, Bonniers
- Litteraturens örtagårdsmästare. Karl Otto Bonnier och hans tid av Per Gedin, Bonnier
- En osalig ande. Berättelsen om Axel Munthe av Bengt Jangfeldt, Wahlström & Widstrand
- blow up av Helene Schmitz och Jessica Clayton, Natur och Kultur
- Blod, svett och tårar. En ilsken bok om östrogen av Lena Katarina Swanberg, Bokförlaget DN

## 2004
- Världens ordning och Mörkret i människan. Europas idéhistoria av Sverker Sörlin, Natur och Kultur
- Tapetboken av Ingela Broström, Elisabet Stavenow-Hidemark och Lars Lööv, Byggförlaget
- Den osynliga domstolen. En bok om Franz Kafka av Torsten Ekbom, Natur och Kultur
- Cityodling av Lena Israelsson, Bonniers
- Kvinnor på gränsen till genombrott av Ulrika Knutson, Bonniers
- Flugfällan av Fredrik Sjöberg, Nya Doxa

## 2005
- Ninas resa av Lena Einhorn, Prisma
- Den nya kvinnostaden av Nina Burton, Bonniers
- I barnets hjärna av Hugo Lagercrantz, Bonniers
- Americanos av Magnus Linton, Atlas
- Nationalnyckeln till Sveriges flora och fauna - Fjärilar av Claes U Eliasson, Nils Ryrholm, Ulf Gärdenfors, Martin Holmer och Karl Jilg, Förlag:ArtDatabanken SLU
- Stockholm 1851 av Thomas von Vegesack, Norstedts

## 2006
- Qin av Cecilia Lindqvist, Bonniers
- Meteorologernas väderbok av Claes Bernes och Pär Holmgren, Medströms
- Livsklättraren. En bok om Knut Hamsun av Sigrid Combüchen, Bonniers
- Stenarna i själen av Sven-Eric Liedman, Bonniers
- I döda språks sällskap av Ola Wikander, Wahlström & Widstrand
- Pingvinliv av Brutus Östling och Susanne Åkesson, Norstedts

## 2007
- Med livet som insats av Bengt Jangfeldt, Wahlström & Widstrand
- Herrarna i skogen av Kerstin Ekman, Bonniers
- Lärarna av Hans Lagerberg, Ordfront
- Djävulssonaten av Ola Larsmo, Bonniers
- Den svenska kakelugnen av Susanna Scherman och Michael Perlmutter, Wahlström & Widstrand
- Fågelliv av Staffan Ulfstrand, Ellerströms

## 2008
- Regi Bergman av Paul Duncan och Bengt Wanselius, Max Ström
- Pillret av Ingrid Carlberg, Norstedts
- Klosterträdgårdar av Lena Israelsson, Wahlström & Widstrand
- Hennes döda kropp. Victoria Benedictssons arkiv och författarskap av Lisbeth Larsson, Weylers
- Mahatma! Eller konsten att vända världen upp och ner av Zac O'Yeah, Ordfront
- I takt med tiden. Olof Palme 1927-1969 av Kjell Östberg, Leopard

## 2009
- Att överleva dagen av Brutus Östling och Susanne Åkesson, Symposion
- Så byggdes villan – Svensk villaarkitektur från 1890 till 2010 av Cecilia Björk, Lars Nordling och Laila Reppen, Forskningsrådet Formas
- Melankoliska rum av Karin Johannisson, Bonniers
- Världens lyckligaste folk av Lena Sundström, Leopard
- Frihetens rena sak av Johan Svedjedal, Wahlström & Widstrand
- Smärtpunkten av Elisabeth Åsbrink, Natur & Kultur

## 2010
- Den röda grevinnan av Yvonne Hirdman, Ordfront
- Vargen - den jagade jägaren av Henrik Ekman, Norstedts
- Mask – litteraturen som gömställe av Kristoffer Leandoer, Pequod Press
- Cocaina. En bok om dom som gör det av Magnus Linton, Atlas
- Maria Eleonora. Drottningen som sa nej av Moa Matthis, Bonniers
- Resa i Sharialand. Ett reportage om kvinnors liv i Saudiarabien av Tina Thunander, Leopard

## 2011
- Spektrum av Johan Svedjedal, Wahlström & Widstrand
- Och i Wienerwald står träden kvar av Elisabeth Åsbrink, Natur & Kultur
- Ni har klockorna – vi har tiden av Lennart Pehrson, Bonniers
- Skymningssång i Kalahari. Hur människan bytte tillvaro av Lasse Berg, Ordfront
- Alla monster måste dö!: gruppresa till Nordkorea – ett reportage av Magnus Bärtås och Fredrik Ekman, Bonniers
- Trädets tid av Christel Kvant, Norstedts

## 2012

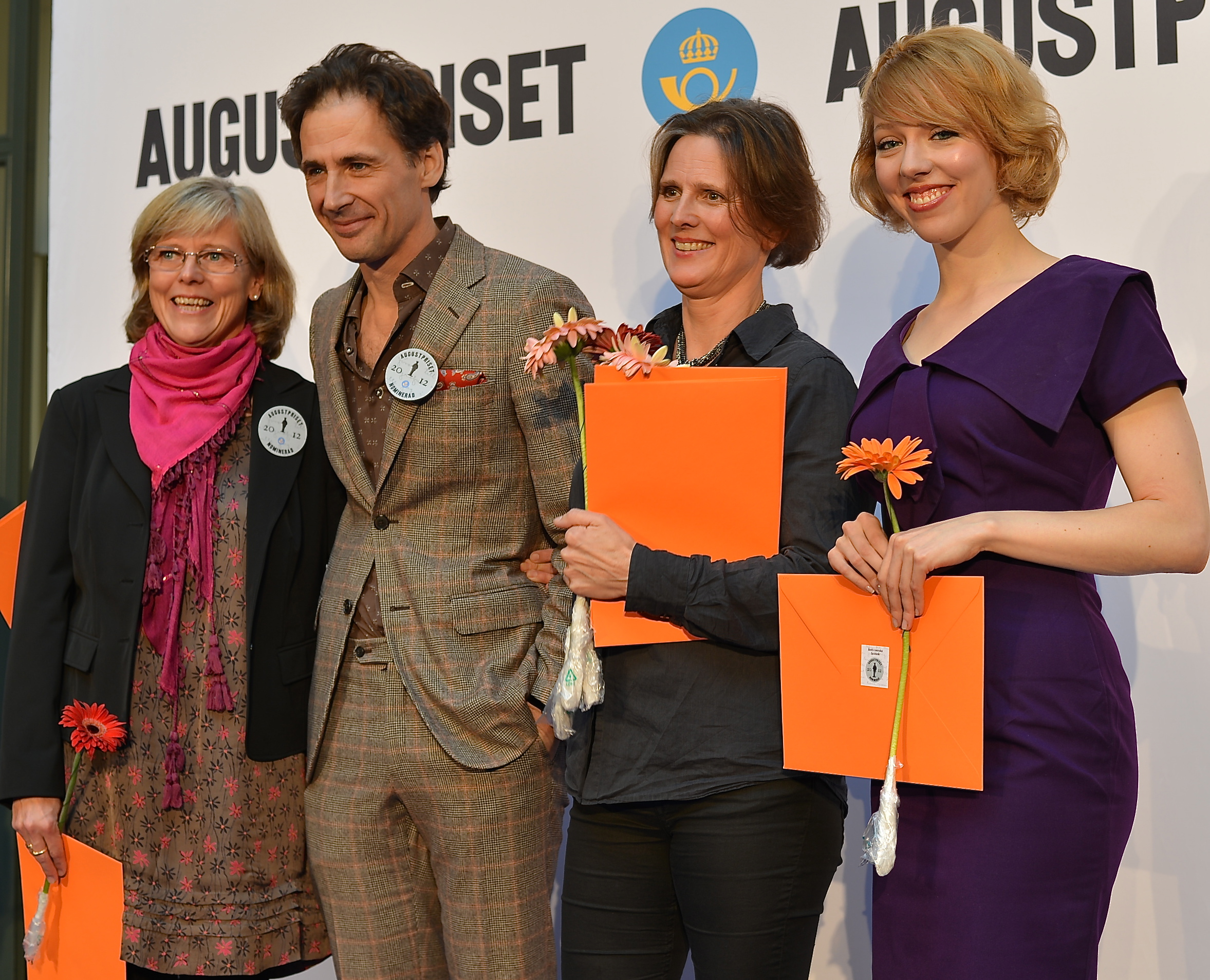
Några av de nominerade till Augustpriset 2012 i kategorin fackböcker: (fr. vä) Ingrid Carlberg, David Lagercrantz, Helene Schmitz och Katrine Kielos.

- Det enda könet av Katrine Kielos, Bonniers
- Ur regnskogens skugga av Daniel Rolander, James Dobreff, Helene Schmitz, Arne Jönsson, Max Ström
- "Det står ett rum här och väntar på dig-": berättelsen om Raoul Wallenberg av Ingrid Carlberg, Norstedts
- Den amerikanska högern av Martin Gelin, Natur och Kultur
- Jag är Zlatan Ibrahimović av Zlatan Ibrahimović och David Lagercrantz, Bonniers
- Sanningens vägar – Anne Charlotte Lefflers liv och dikt av Monica Lauritzen, Bonniers

## 2013

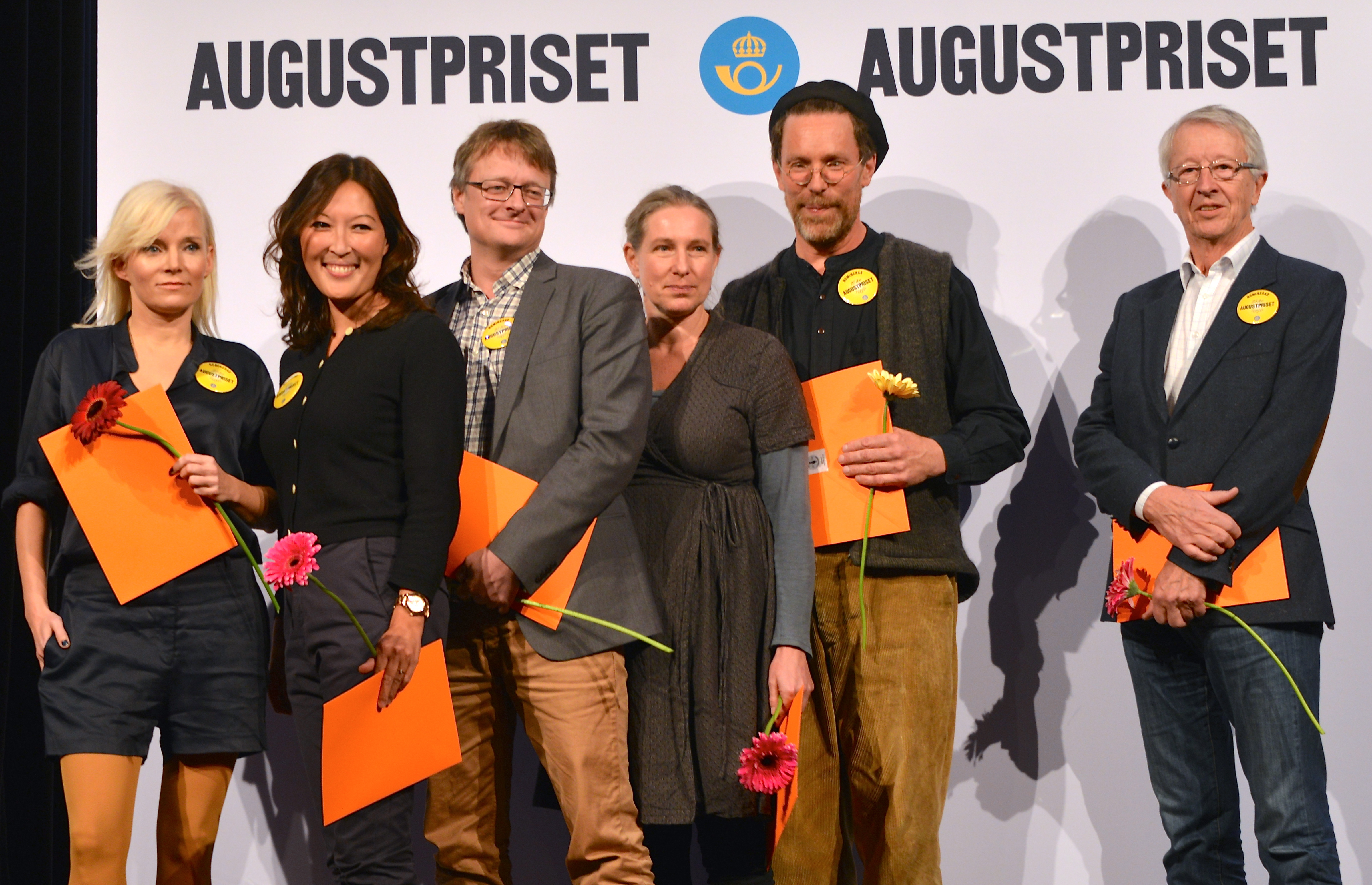
Några av de nominerade 2013. Från vänster: Bea Uusma, Lena Sundström, Dan Josefsson, Marie Mandelmann, Gustav Mandelmann och Tore Janson.

- Germanerna. Myten. Historien. Språken av Tore Janson, Norstedts
- Mannen som slutade ljuga. Berättelsen om Sture Bergwall och kvinnan som skapade Thomas Quick av Dan Josefsson, Lind & Co
- Självhushållning på Djupadal av Gustav Mandelmann och Marie Mandelmann, Bonnier Fakta
- 438 dagar. Vår berättelse om storpolitik, vänskap och tiden som diktaturens fångar av Johan Persson och Martin Schibbye, Offside Press
- Spår av Lena Sundström, Natur & Kultur
- Expeditionen: min kärlekshistoria av Bea Uusma, Norstedts

## 2014

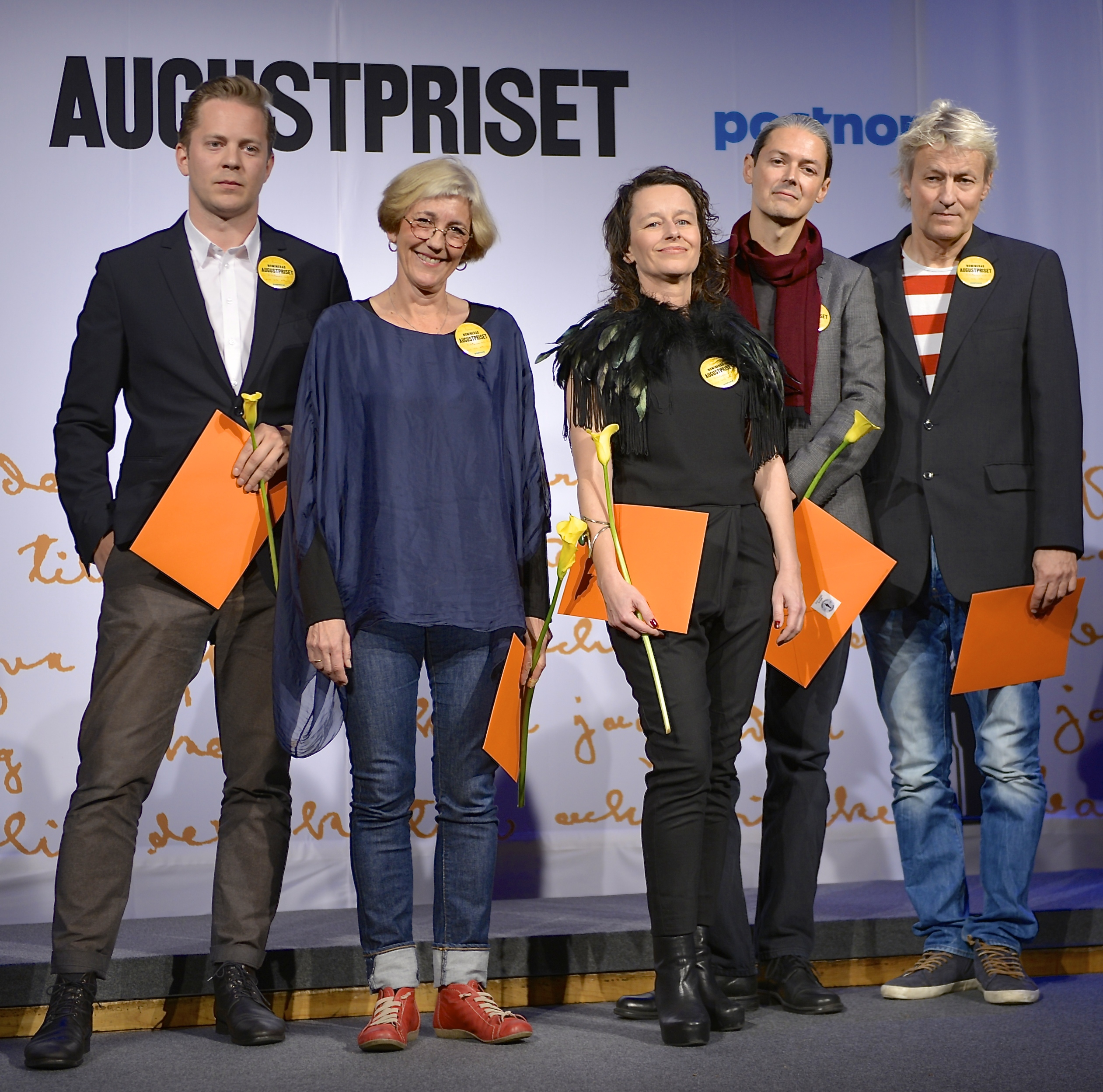
Nominerade till Augustpriset i kategorin fackböcker 2014. Från vänster: Anders Rydell, Tina Thunander, Anna Charlotta Gunnarsson, Håkan Håkansson och Lars Lerin.

- Naturlära av Lars Lerin, Albert Bonniers förlag
- Plundrarna. Hur nazisterna stal Europas konstskatter av Anders Rydell, Ordfront
- Erik och Margot. En kärlekshistoria av Pär Westberg, Wahlström & Widstrand
- Popmusik rimmar på politik av Anna Charlotta Gunnarsson, Atlas
- Doktor Nasser har ingen bil. Kairo i omvälvningens tid av Tina Thunander, Leopard förlag
- Vid tidens ände. Om stormaktstidens vidunderliga drömvärld och en profet vid dess yttersta rand av Håkan Håkansson, Makadam

## 2015
- Min europeiska familj: De senaste 54 000 åren av Karin Bojs, Albert Bonniers förlag
- Käraste Herman. Rasbiologen Herman Lundborgs gåta av Maja Hagerman, Norstedts
- Monster i garderoben. En bok om Anthony Perkins och tiden som skapade Norman Bates av Johan Hilton, Natur & Kultur
- Den sårade divan – om psykets estetik (och om Agnes von K, Sigrid H och Nelly S) av Karin Johannisson, Albert Bonniers förlag
- Knark. En svensk historia av Magnus Linton, Bokförlaget Atlas
- Den nya staden. Utvandringen till Amerika II av Lennart Pehrson, Albert Bonniers förlag

## 2016
- Gutenberggalaxens nova: en essäberättelse om Erasmus av Rotterdam, humanismen och 1500-talets medierevolution, Nina Burton, Albert Bonniers Förlag
- Arktis. Liv i en värld av is och snö, Felix Heintzenberg & Ole Jørgen Liodden, Bio & Fokus Förlag
- Glömskans bibliotek. En essä om demens, vansinne och litteratur, Ulf Karl Olov Nilsson, Norstedts
- Skotten i Köpenhamn. Ett reportage om Lars Vilks, extremism och yttrandefrihetens gränser, Niklas Orrenius, Albert Bonniers Förlag
- Fattigfällan, Charlotta von Zweigbergk, Ordfront förlag
- 1947, Elisabeth Åsbrink, Natur & Kultur

## 2017
- Ett jävla solsken: En biografi om Ester Blenda Nordström, Fatima Bremmer, Forum
- Frågor jag fått om Förintelsen, Hédi Fried, Natur & Kultur
- Brandvakten, Sven Olov Karlsson, Natur & Kultur
- Nära fåglar, Roine Magnusson, Mats Ottosson och Åsa Ottosson, Bonnier Fakta
- Den nya dagen gryr. Karin Boyes författarliv, Johan Svedjedal, Wahlström & Widstrand
- Är vi framme snart? Drömmen om Europas förenta stater, Per Wirtén, Albert Bonniers Förlag

## 2018
- Gubbas hage, Kerstin Ekman, Albert Bonniers Förlag
- Internet är trasigt. Silicon Valley och demokratins kris, Martin Gelin och Karin Pettersson, Natur & Kultur
- Mannen i skogen. En biografi över Vilhelm Moberg, Jens Liljestrand, Albert Bonniers Förlag
- Svälten: hungeråren som formade Sverige, Magnus Västerbro, Albert Bonniers Förlag
- Mammorna, Alexandra Pascalidou, Atlas
- Lars Tunbjörk. Retrospektiv, Lars Tunbjörk, Maud Nycander, Göran Odbratt och Kathy Ryan, Max Ström

## 2019
- Strindbergs lilla röda. Boken om boken och typerna, Alexandra Borg och Nina Ulmaja, Atlantis
- Nobel. Den gåtfulle Alfred, hans värld och hans pris, Ingrid Carlberg, Norstedts
- Världens yttersta platser. Judiska spår, Peter Handberg, Bokförlaget Faethon
- Bin och människor. Om bin och biskötare i religion, revolution och evolution samt många andra bisaker, Lotte Möller, Norstedts
- Jag vill sätta världen i rörelse. En biografi över Selma Lagerlöf, Anna-Karin Palm, Albert Bonniers Förlag
- Ålevangeliet. Berättelsen om världens mest gåtfulla fisk, Patrik Svensson, Albert Bonniers Förlag

## 2020
- Livets tunna väggar, Nina Burton, Albert Bonniers Förlag
- Familjen, Johanna Bäckström Lerneby, Mondial
- Herrarna satte oss hit. Om tvångsförflyttningarna i Sverige, Elin Anna Labba, Norstedts
- Längta hem, längta bort. En essä om litteratur på flykt, Kristoffer Leandoer, Natur & Kultur
- Trubbel. Berättelsen om Olle Adolphson, Jan Malmborg, Albert Bonniers Förlag
- Sverigevänner. Historien om hur pappa och jag försökte bli svenskast på Tjörn, Arash Sanari, Volante

## 2021
- Judarnas historia i Sverige, Carl Henrik Carlsson, Natur & Kultur
- Dante. Den förste författaren, Anders Cullhed, Natur & Kultur
- Dolda gudar. En bok om allt som inte går förlorat i en översättning, Nils Håkanson, Nirstedt/litteratur
- Knäböj, Sara Martinsson, Weyler förlag
- Mönstersamhället, Anneli Rogeman, Natur & Kultur
- Tyrannens tid. Om Sverige under Karl XII, Magnus Västerbro, Albert Bonniers förlag

## 2022
Nomineringarna till Årets fackbok 2022 presenterades den 24 oktober 2022. Prisutdelningen skedde den 28 november 2022, och priset tillföll Nina van den Brink för Jag har torkat nog många golv.
- Hans-Gunnar Axberger. Statsministermordet. Stockholm: Norstedts. ISBN 9789113118994
- Nina van den Brink. Jag har torkat nog många golv. Stockholm: Norstedts. ISBN 9789113115474
- Claes Britton. Pontus Hultén : den moderna konstens anförare. Stockholm: Albert Bonniers Förlag. ISBN 9789100149840
- Andreas Cervenka. Girig-Sverige : så blev folkhemmet ett paradis för de superrika. Stockholm: Natur & Kultur. ISBN 9789127176171
- Maja Larsson. Kläda blodig skjorta : Svenskt barnafödande under 150 år. Stockholm: Natur & Kultur. ISBN 9789127171886
- Amat Levin. Svart historia. Stockholm: Natur & Kultur. ISBN 9789127173194

## 2023
Nomineringarna till Årets fackbok 2023 presenterades den 23 oktober 2023.
- Landet utanför, Sverige och kriget 1943–1945, Henrik Berggren, Norstedts
- Vakna, mitt folk! Det judiska Europa mellan den franska revolutionen och den ryska, Eva Ekselius, Volante
- Sundsvallsoligarken. En berättelse om hur Ryssland lurade väst, Knut Kainz Rognerud, Mondial
- Vikingatider. När världen öppnades, Anna Lihammer och Ted Hesselbom, Historiska media
- Älskade bror. En rapport från gängvåldets Sverige, Lisa dos Santos, Bokförlaget Forum
- Zorn. Ett liv, en tid, Per Svensson, Albert Bonniers Förlag

## 2024
Nomineringarna presenterades 21 oktober 2024.
- Fängslade öden. Tjuvar och bedragare i 1800-talets Sverige, Bonnie Clementsson, Historiska Media
- De hemliga breven. Den politiska familjen och vardagens samtal, Kaj Fölster, Bosse Lindquist och Janken Myrdal, Albert Bonniers förlag
- Oland. Sveriges glömda Hollywoodstjärna, Kim Khavar Fahlstedt, Appell förlag
- Ett liv värt att leva. Varför självmord blev människans följeslagare, Christian Rück, Albert Bonniers förlag
- Varje tugga är en tanke. Svensk matkultur under 800 år, Richard Tellström, Natur & Kultur
- Skogen. I folktro, sägner och sagor, Tora Wall, Bokförlaget Stolpe